# Onthophagus quinquedens
Onthophagus quinquedens är en skalbaggsart som beskrevs av Bates 1888. Onthophagus quinquedens ingår i släktet Onthophagus och familjen bladhorningar. Inga underarter finns listade i Catalogue of Life.